# 光明電気鉄道
光明電気鉄道（こうみょうでんきてつどう）は、かつて静岡県磐田郡中泉町（現・磐田市中泉）の鉄道省東海道本線中泉駅（現・磐田駅）に隣接する新中泉駅から、同郡二俣町（現・浜松市天竜区二俣町）の二俣町駅までの19.8kmを結ぶ鉄道路線を運営していた会社である。磐田郡光明村（現・浜松市天竜区）船明（ふなぎら）まで開業させることを目的としたことから、この社名となった。
本項では、同社が運営していた鉄道路線についても記述する。

## 歴史
北遠州地域の木材と、佐久間地区の鉱山（古河鉱業久根鉱山）からの鉱石輸送を目論んで設立された。会社側の構想では最終的には信州や日本海側にいたるまでの壮大な路線となる予定であったが、これは出資者獲得のために大風呂敷を広げたにすぎないと推察される（当時の地方私鉄ではよくあった行為で、金名鉄道・大社宮島鉄道などが類似例）。計画された終点の船明は天竜川水運の要港であり、久根鉱山から産出される鉱石や北遠州地域の木材はいずれも当時天竜川水運で輸送されていたため、鉱山や木材産出地域から船明までは水運で、船明からは鉄道で輸送しようという目論見であった。しかし、積み替えの手間がかかるほか、鉄道の終点が鉱山からはるかに下流で輸送にならないとして、古河鉱業からの出資や運賃収入の6割を見込んでいた久根鉱山からの輸送は断られてしまった。
しかし、一部の役員は建設を強行する。とはいえ事業に疑念を抱かれ資本金は集まらず、沿線の町村長に泣きついて資金を出してもらう有様で、その上に経営陣の内紛も起こり工事はなかなか進まなかった。
1928年（昭和3年）にようやく一部区間を開業させたが、開通記念式典は関係者に重々しい雰囲気だけが漂っていた。元々収入が見込めないまま見切り発車で開業させたことに加え、最新鋭の電車を新製するなど無謀な経営判断も重なって苦境に立たされた。結局東武鉄道の中古車を借り受けて辛うじて開業に漕ぎ着けたものの、そのような状態で二俣町 - 船明間の建設工事を強行した上に、開業区間もバスに押されて経営が完全に行き詰まった。最終的には電気料金の滞納によって送電停止に至り、資産は競売に掛けられ、出資者の一人である高鳥順作が落札して高鳥による個人経営の路線となった。しかし高鳥は営業を継続する意思は無く、結局廃止手続きがすすめられることになった。
電車を富山電気鉄道（現在の富山地方鉄道）に売却することにしたが、それが廃止前（1935年9月20日頃搬出開始）だったことから当局から厳重注意される一幕もあった。電車を運転することができた運転士は当時貴重な人材だったため、各地の鉄道会社に転職して行った。開業から廃線まで僅か6年余りであり、社長が次々と交代する等波乱続きのまま推移し、社名とあまりに対照的な惨めな終焉ぶりから「悲劇の鉄道」「幻の鉄道」として語られることも多い。なお、光明電気鉄道が企図した久根鉱山の鉱石輸送は、後に、三信鉄道中部天竜駅（1934年開業）からの鉄道輸送に、舟運から切り替えられている。

### 年表

初期の社章。大正時代の株券やマンホールの刻印に見られる。その後昭和初期、少なくとも柳瀬寿道専務時代には冒頭の社章を使用していた。

- 1923年（大正12年）7月2日 光明電気鉄道に対し鉄道免許状下付（磐田郡中泉町-同郡光明村間）[8]
- 1925年（大正11年）6月21日 光明電気鉄道株式会社創立[9][10]
- 1926年（大正15年）4月14日 起工
- 1928年（昭和3年）11月20日 新中泉 - 田川間開業[11]
- 1929年（昭和4年）8月28日 田川 - 神田公園前間開業[12]
- 1930年（昭和5年）12月20日 神田公園前 - 二俣町間開業[13]
- 1931年（昭和6年）
  - 2月12日 新中泉-二俣町間貨物運輸開始[9]
  - 5月 鉄道省線との貨物連携運輸開始
- 1932年（昭和7年）2月15日 抵当権者糸魚川商会[14]の申請にもとづき強制管理[15]
- 1933年（昭和8年）
  - 1月 債権者から破産勧告が出され[16]、抗告により取消
  - 9月6日 競売日決定[17]
- 1934年（昭和9年） 和議が不成立
- 1935年（昭和10年）
  - 7月9日 高鳥順作への競売落札承継許可[18][19]
  - 8月19日 鉄道免許取消（1923年7月2日免許 磐田郡二俣町-同郡光明村間 指定ノ期限マテニ工事ニ着手セサルタメ）[20]
- 1936年（昭和11年）
  - 1月20日 料金滞納による送電停止により全線運転休止
  - 5月26日 田川 - 二俣町間廃止許可[18][21]
  - 7月20日 新中泉 - 田川間廃止許可[18][22]
- 1939年（昭和14年）4月23日 会社解散。資産は競売

## 路線概要

### 路線データ
1936年（昭和11年）1月時点
- 路線距離：新中泉 - 二俣町間19.8km
- 駅数：19（起終端駅含む）
- 軌間：1067mm
- 複線区間：なし（全区間単線）
- 電化区間：全線（直流1500V）
  - 見付変電所、回転変流器（交流側557V直流側750V）直流側の出力300KW、常用2、予備1、製造所明電舎[23]

### 運行状況
1934年（昭和9年）7月改正時
- 運行本数：新中泉 - 遠州見付間21往復、遠州見付 - 二俣町間14往復
- 所要時間：新中泉 - 二俣町間37-40分

### 駅一覧
駅名は廃止時点のもの
新中泉駅 - 中泉二之宮駅 - 遠州見付駅 - 川原駅 - 加茂東駅 - 三ツ入駅 - 遠州岩田駅 - 匂坂駅 - 入下駅 - 寺谷駅 - 掛下駅 - 平松駅 - 神増駅 - 上神増駅 - 田川駅 - 上野部駅 - 神田公園前駅 - 二俣口駅 - 二俣町駅

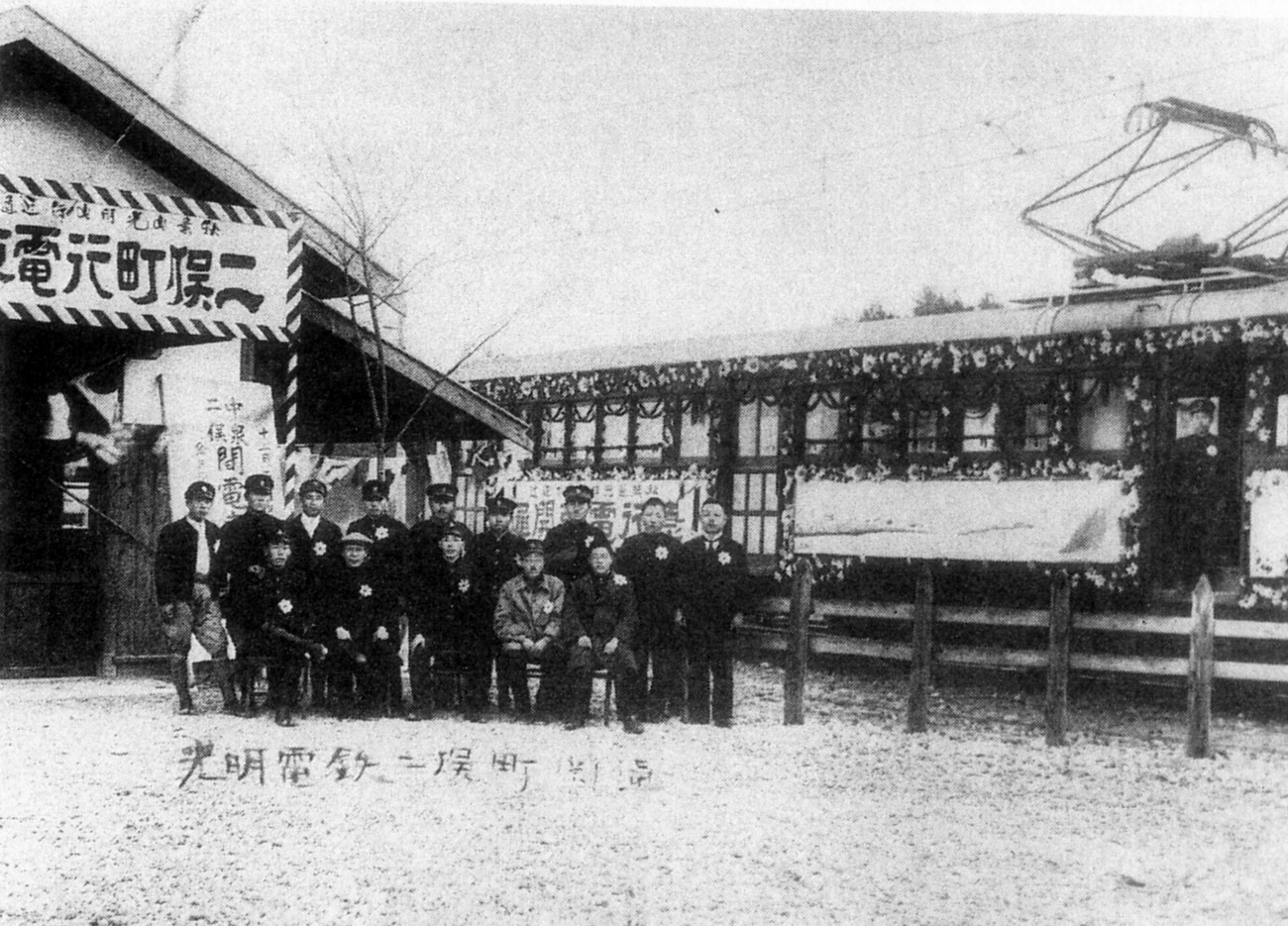
遠州見付駅
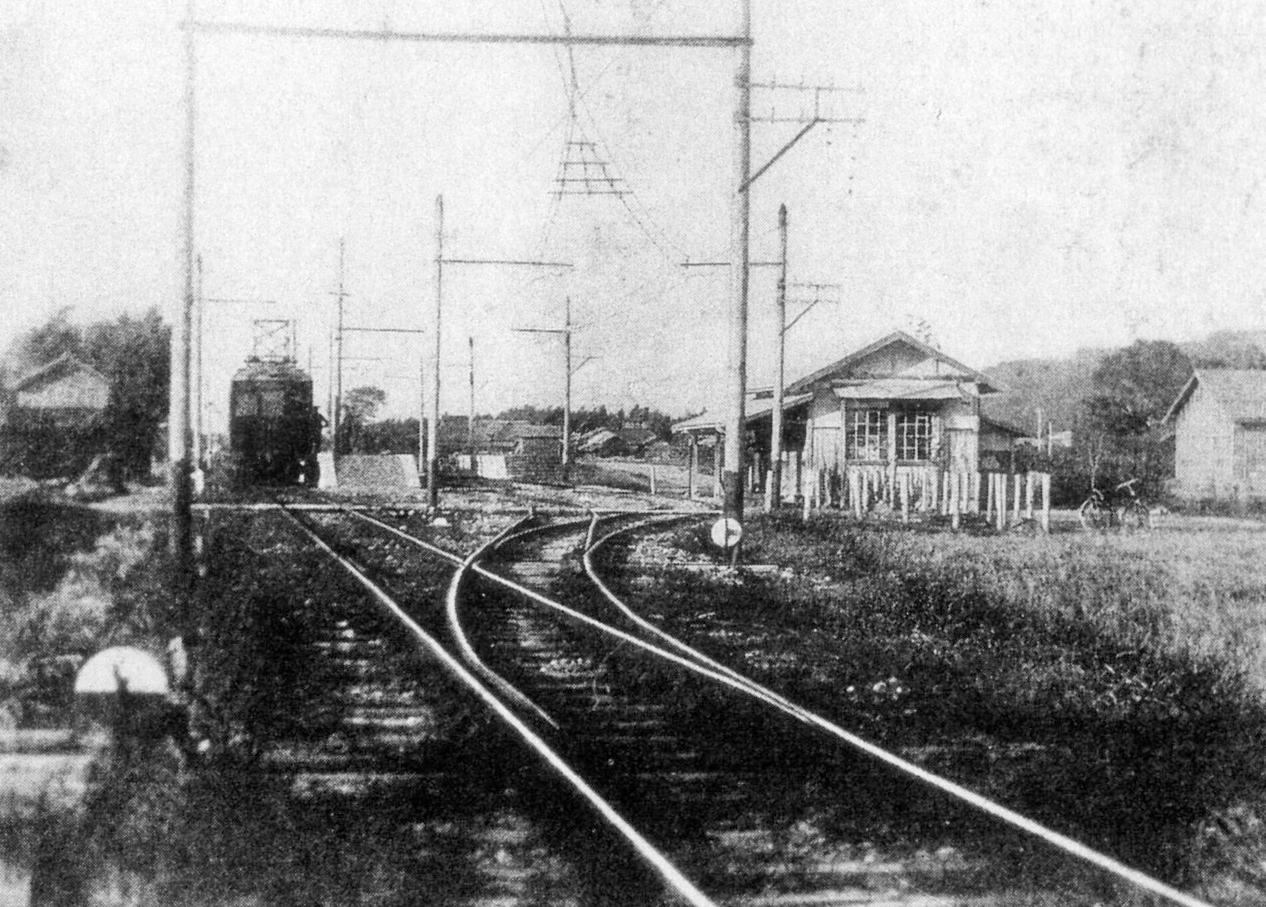
遠州岩田駅
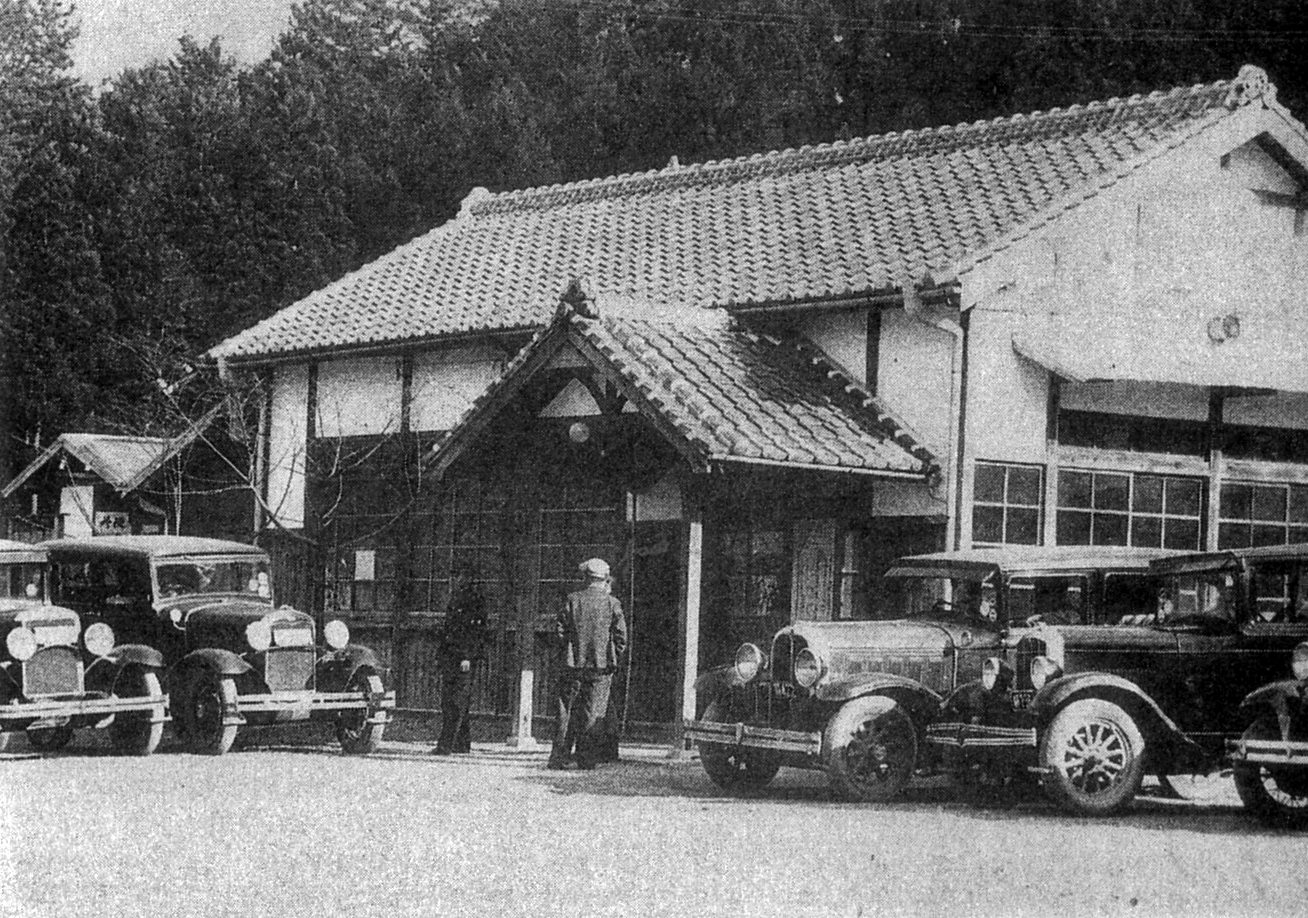
二俣町駅

### 接続路線
事業者名は廃止時点のもの
- 新中泉駅：鉄道省東海道本線（中泉駅、後の磐田駅）

## 車両

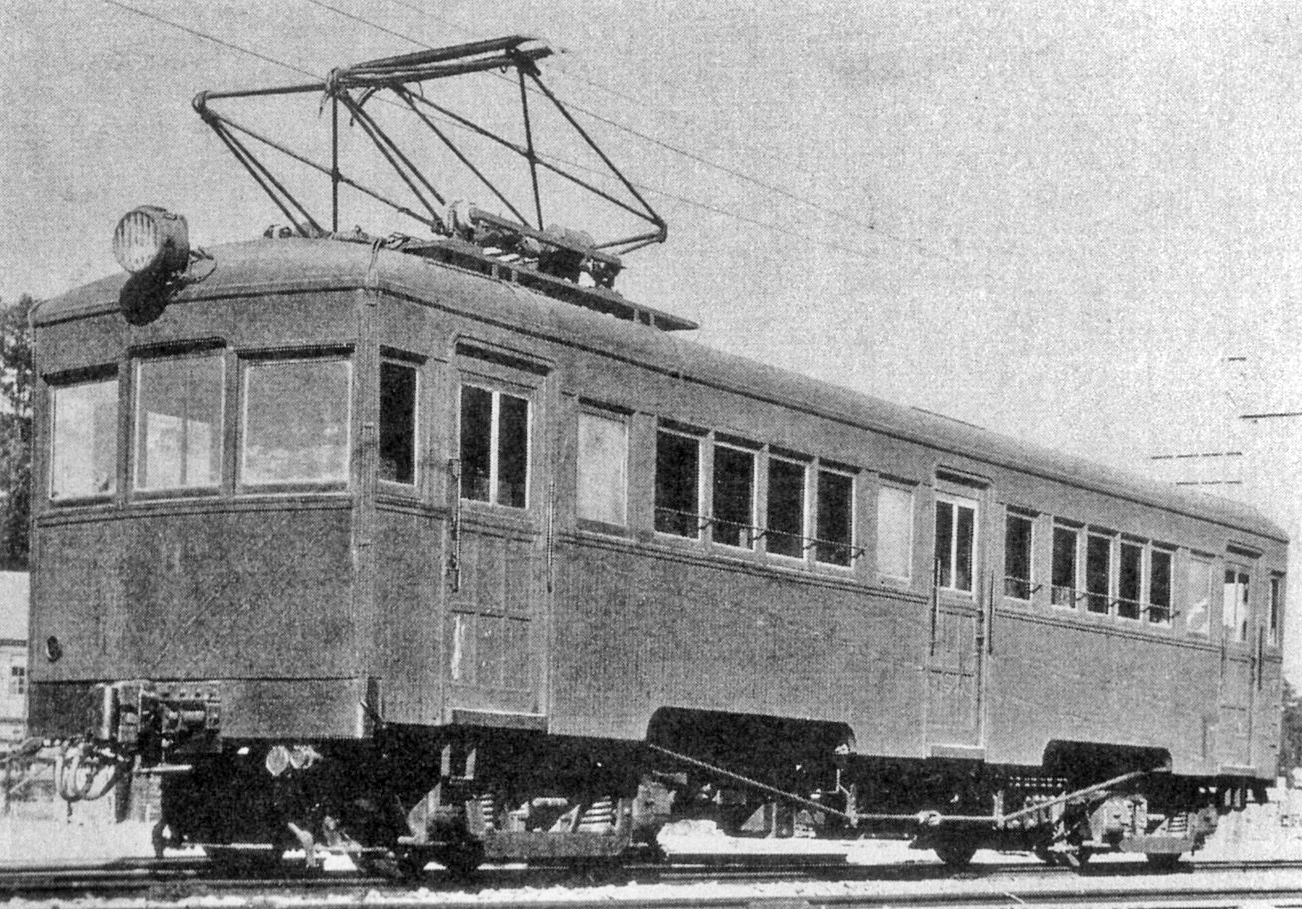
デハ11

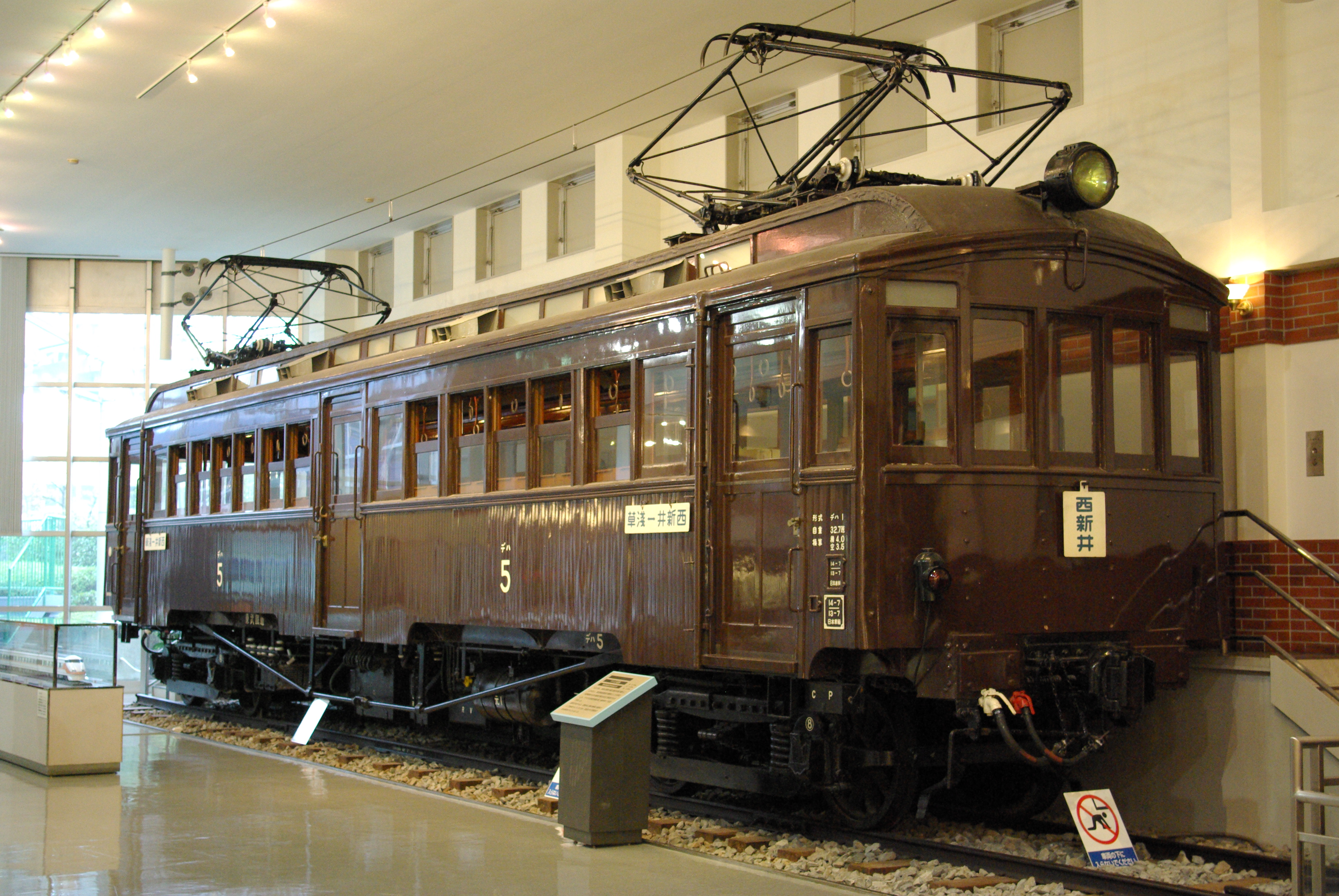
東武デハ5（保存車）。デハ2・7と同時に製造された同型車。

当初の計画では電車10両、貨車80両を導入する計画だったが、その後電車・貨車とも5両ずつに変更。最終的に電車3両、貨車4両となった。
　デハ10形
デハ11・12
16m級木造ダブルルーフ車体で、運輸省の公文書内には東武鉄道デハ2・7を借り入れたものとされているが、『光明電気鉄道：廃線跡を訪ねて』によれば「東武鉄道からの貸出実績はなく東武鉄道自身も車両不足である」と記されている他、デハ11・12とも1928年蒲田車輌製であり、東武デハ2・7は日本車輌製造東京支店製と製造所が一致せず、実際は東武鉄道からの借り入れ車ではないと推察される。デハニ13のように蒲田車輌から新車として購入したものかは不詳。
デハニ13
1928年蒲田車輌製の荷物合造車で、こちらは新造車だった。外観はほぼデハ11・12と同一。主電動機は65馬力の三菱MB64-Dを4基装備している。
当鉄道運転休止後は3両とも富山電気鉄道に売却されて、デハ11・12はモハ300形301・302、デハニ13はモニ310形311となり、同社線（現在の富山地方鉄道本線）系統で運用された。1943年に富山電気鉄道が戦時合併で富山地方鉄道となり3両とも同社に引き継がれる。戦後の1949年に富山の日本海ドックで鋼体化改造、モハ301・302は荷物合造車化がされ、モニ311あわせて同一形式のモニ6570形（モハ301→モニ6571・モハ302→モニ6572・モニ311→モニ6573）となった。この時、モニ6571・6572の荷物室と客室の仕切りは着脱自在となっており、荷物室部分には折り畳み収納の可能なロングシートの座席と網棚が設けられ、客室としても使えるようになっていた。改造後は機関車代用や荷物電車として使用され、1969年廃車。

## 輸送・収支実績
| 年度 | 乗客（人） | 貨物量（トン） | 営業収入（円） | 営業費（円） | 益金（円） | その他損金（円） | 支払利子（円） | 政府補助金（円） |
| ---- | ---------- | -------------- | -------------- | ------------ | ---------- | ---------------- | -------------- | ---------------- |
| 1928 | 8,867      | 0              | 1,073          | 1,872        | ▲ 799      |                  | 12,852         | 0                |
| 1929 | 181,639    | 0              | 24,602         | 52,280       | ▲ 27,678   | 雑損11,433       | 34,988         | 46,908           |
| 1930 | 189,682    | 0              | 20,176         | 51,941       | ▲ 31,765   | 雑損3,299        | 64,309         | 55,258           |
| 1931 | 218,168    | 3,799          | 39,301         | 63,859       | ▲ 24,558   | 雑損48,799       | 101,899        | 59,023           |
| 1932 | 199,946    | 8,700          | 48,094         | 63,882       | ▲ 15,788   | 雑損14,761       | 88,706         | 51,583           |
| 1933 | 198,382    | 8,516          | 36,182         | 54,900       | ▲ 18,718   | 雑損7,273        | 73,658         | 1,670            |
| 1934 | 215,017    | 5,409          | 33,401         | 54,503       | ▲ 21,102   | 雑損2,280        | 23,275         | 0                |

- 鉄道統計資料、鉄道統計各年度版

## 廃線後

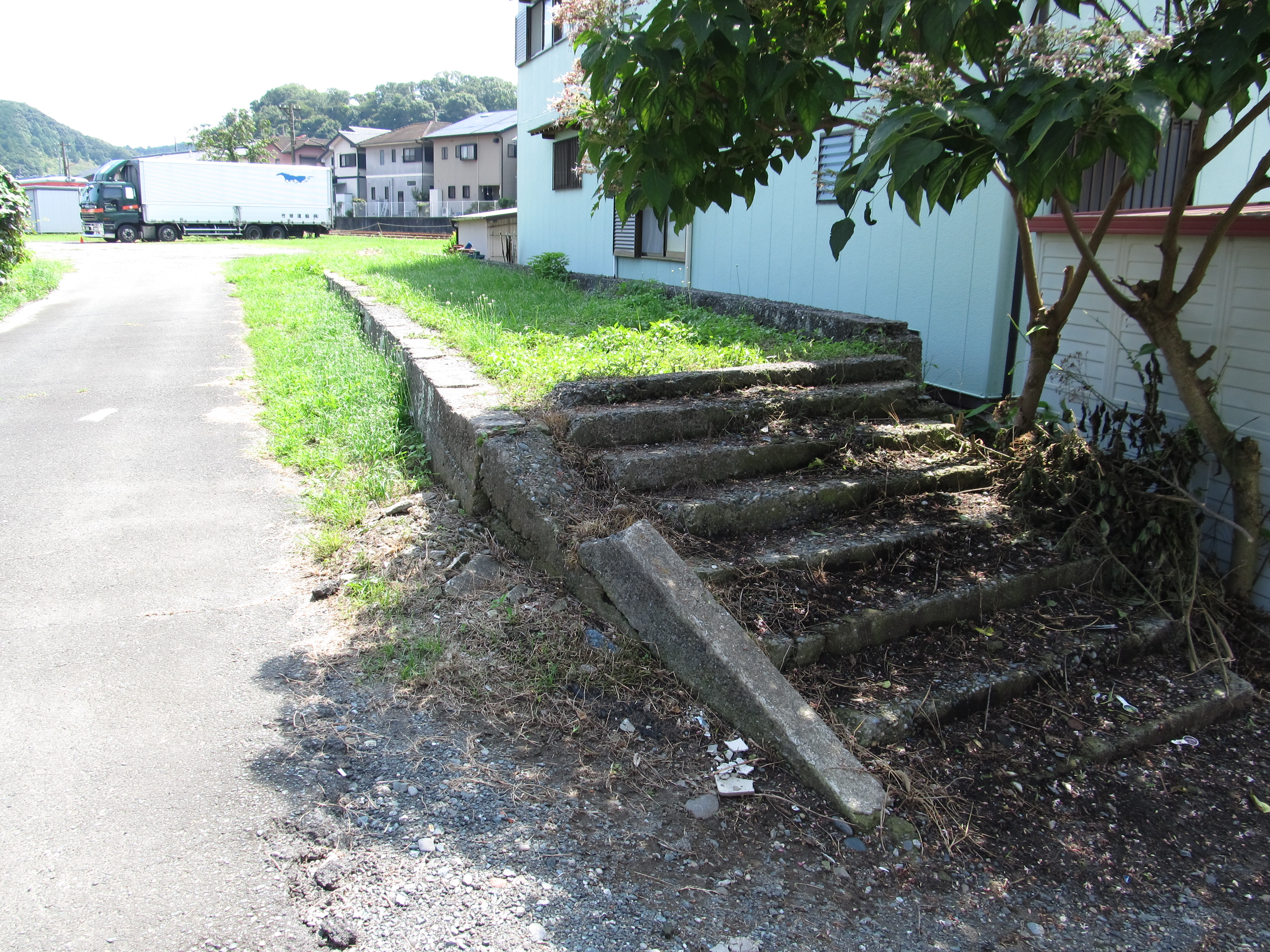
プラットフォーム1面が残る二俣口駅跡（2014年9月）。画像奥は天竜浜名湖鉄道天竜浜名湖線天竜二俣駅。

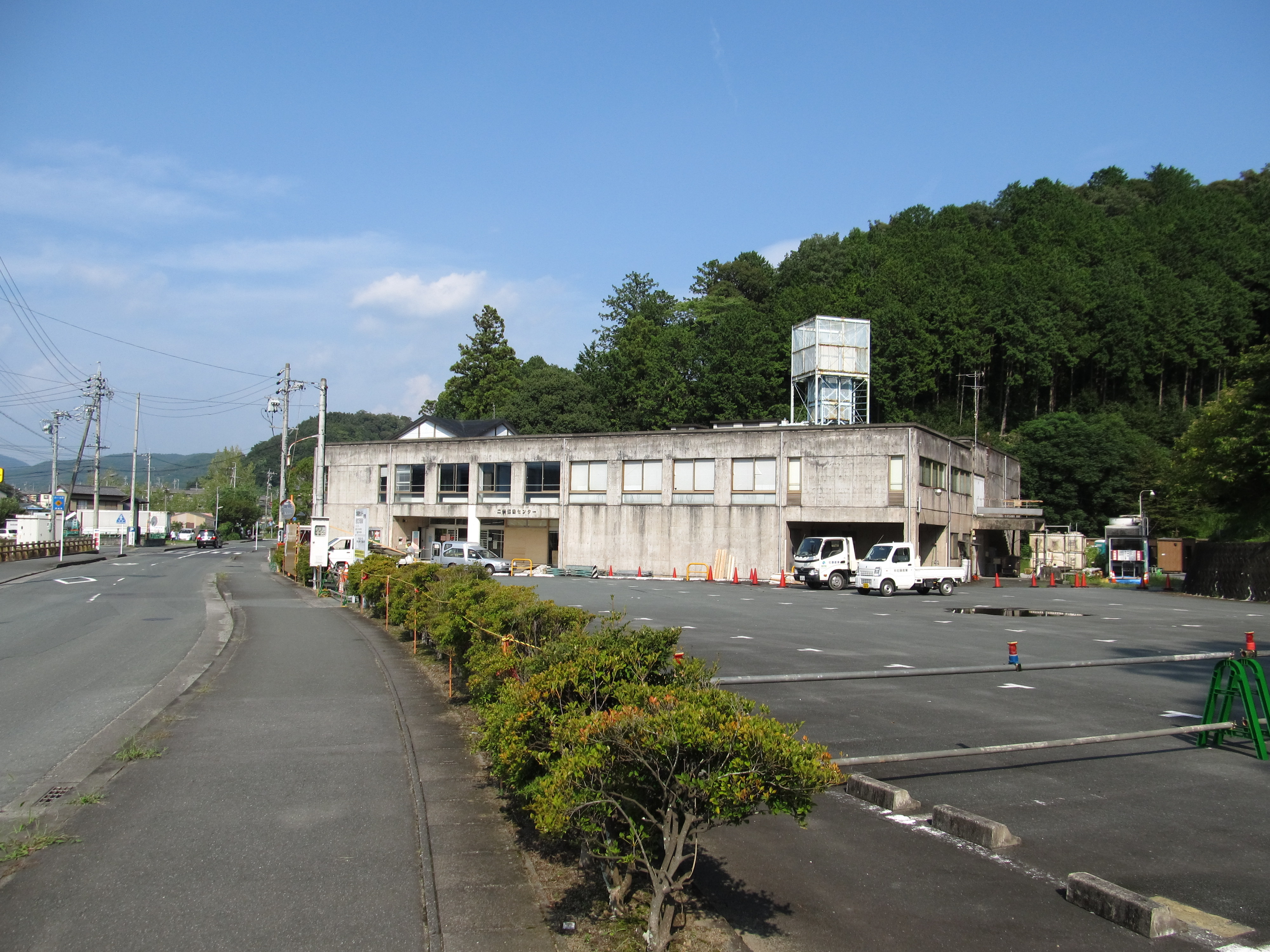
終着駅・二俣町駅跡

光明電気鉄道の田川駅 - 二俣口駅間の廃線跡地は、後の1940年（昭和15年）に鉄道省二俣線野部駅 - 遠江二俣駅間（現・天竜浜名湖鉄道天竜浜名湖線豊岡駅 - 天竜二俣駅間）が建設される際に敷設用地として転用され、途中にあった伊折トンネル、神田トンネルはそのまま現在に至るまで使用されている。伊折トンネルと神田トンネルの天井付近には架線を吊っていた金具が残っている。このうち、神田トンネルは国の登録有形文化財に登録されている。なお、同線には1955年（昭和30年）に上野部駅が新設されたが、光明電気鉄道の野部駅の位置ではなく、神田公園前駅があった付近に置かれている。天竜二俣駅の構内の外れには二俣口駅跡のプラットホームが残っており、2016年(平成28年)に浜松市の地域遺産に認定された。そこから先の区間は阿蔵トンネルがほぼ当時のまま残されているが、両坑口は民有敷地内となっており、さらに奥では落盤による崩落が発生している。二俣町駅の辺りには現在秋野不矩美術館が建てられているが、線路、駅の痕跡は消失している。
その先の未成線に終わった区間は、大谷地区に一部路盤が残っている。その奥にあった大谷トンネルは南坑口が市民の森遊歩道整備に伴い埋め立てられているものの、北坑口は深い藪に覆われながらも現存している。ただし、坑口すぐのところで天井が崩壊しており内部立ち入りは不可能である。それより先、最終目的地であった船明駅までの築堤は南半分が区画整理事業に伴う整地により失われたが、北半分は国道152号のバイパス用地となった。
ちなみに、大谷トンネルは太平洋戦争初期は軍の弾薬庫、後期は日本楽器製造（現・ヤマハ）の疎開工場として使われた。
一方、新中泉駅（現・磐田駅構内）から野部駅（現・豊岡駅）までの廃線跡地は一部が宅地や田畑になっているものの道路として辿れる部分も多い。この区間にあった路線中最長の気賀坂トンネルは西側坑口の一部が残存しているものの、東側坑口は静岡県道44号磐田天竜線改良工事に伴い完全に土中に埋没している。しかしトンネル落盤による地盤陥没の恐れがあるため、トンネルの真上に当たる部分の一部が県道脇の防水シートに覆われた細長い更地となっており、間接的に存在を偲ぶことができる。磐田駅周辺の廃線跡は近年の大規模な区画整理の実施によりほとんど消滅しているが、以前は駅から反れるカーブした線路跡が市道として残っている場所が存在した。
なお、当路線と似たような経路で遠鉄バスの30 磐田天竜線が磐田駅 - 二俣町 - 山東を結んでいる。